# Asediul Ismailului
Asediul Ismailului a avut loc în timpul războiului Ruso-Austro-Turc din 1787–1792. Rușii conduși de Suvorov, i-au învins pe otomani în repetate rânduri la Kinburn, Oceac și Focșani, și se apropiau tot mai mult de acest „avanpost turcesc” în regiune.

## Desfășurare
În martie 1790, rușii au încercuit Ismailul, care avea la momentul acela o garnizoană de 35.000 de soldați cu 200 de tunuri, iar Suvorov dispunea de 31.000 de ostași. În dimineața zilei de 21 decembrie 1790, acesta a dispus atacul asupra cetății. După un bombardament care a durat până la ora 3:00, trupele ruse au început asaltul, la 5:30 acestea au avansat în nord, est și vest. Zidurile erau mai slabe acolo decât în alte locuri, evident în acel loc, concentrându-se atacul rușilor. La ora 8:00 rușii au pătruns în oraș, iar la 11:00 toate garnizoanele au fost anihilate. Rușii au jefuit orașul timp de 3 zile. 
Otomanii au suferit pierderi foarte mari, de cca. 30.000 de oameni, întreaga garnizoană fiind ucisă, rănită sau capturată. Rușii au pierdut doar 5.350 de ostași, dintre care, 2.136 uciși.